# Neotephritis mundelli
Neotephritis mundelli är en tvåvingeart som först beskrevs av Lima 1936.  Neotephritis mundelli ingår i släktet Neotephritis och familjen borrflugor. Inga underarter finns listade i Catalogue of Life.